# Цистерна Аспара
Цистерна Аспа́ра (тур. Aspar Sarnıcı; греч. ἡ τοῦ Ἂσπαρος κινστέρνη) — древнее водохранилище открытого типа, построенное в Константинополе в V веке готским полководцем Аспаром, находившимся на службе у византийского императора Льва I.

## Местоположение и название
Цистерна расположена в Стамбуле, в районе Фатих, в квартале Фенер. Она стоит на восточном склоне пятого холма Стамбула, откуда открывается вид на залив Золотой рог.
Цистерна Аспара была построена в XIV регионе (квартале) Константинополя, в районе Петрион. К северу от неё стоял летний дворец Романа Лакапина, к западу — монастырь Хрисовалант, а с востока примыкал храм Христа Пантэпонта; тут же поблизости стоял монастырь Вассиан. Все эти сооружения уже давно исчезли, за исключением находящейся с южной стороны небольшой цистерны, которую иногда определяют как цистерну Пульхерии, жены императора Маркиана.
На месте храма Христа Понтэпонта сегодня стоит Мечеть Явуз-Селим, которая и дала цистерне Аспара своё нынешнее название — Султа́н Сели́м Чукурбо́станы. С турецкого слово Çukurbostanı переводится как «сад/огород в яме» (такое название закрепилось за многими стамбульскими цистернами открытого типа). Также цистерна Аспара известна как «Большая цистерна» (греч. μεγίστη κινστέρνη).

## История

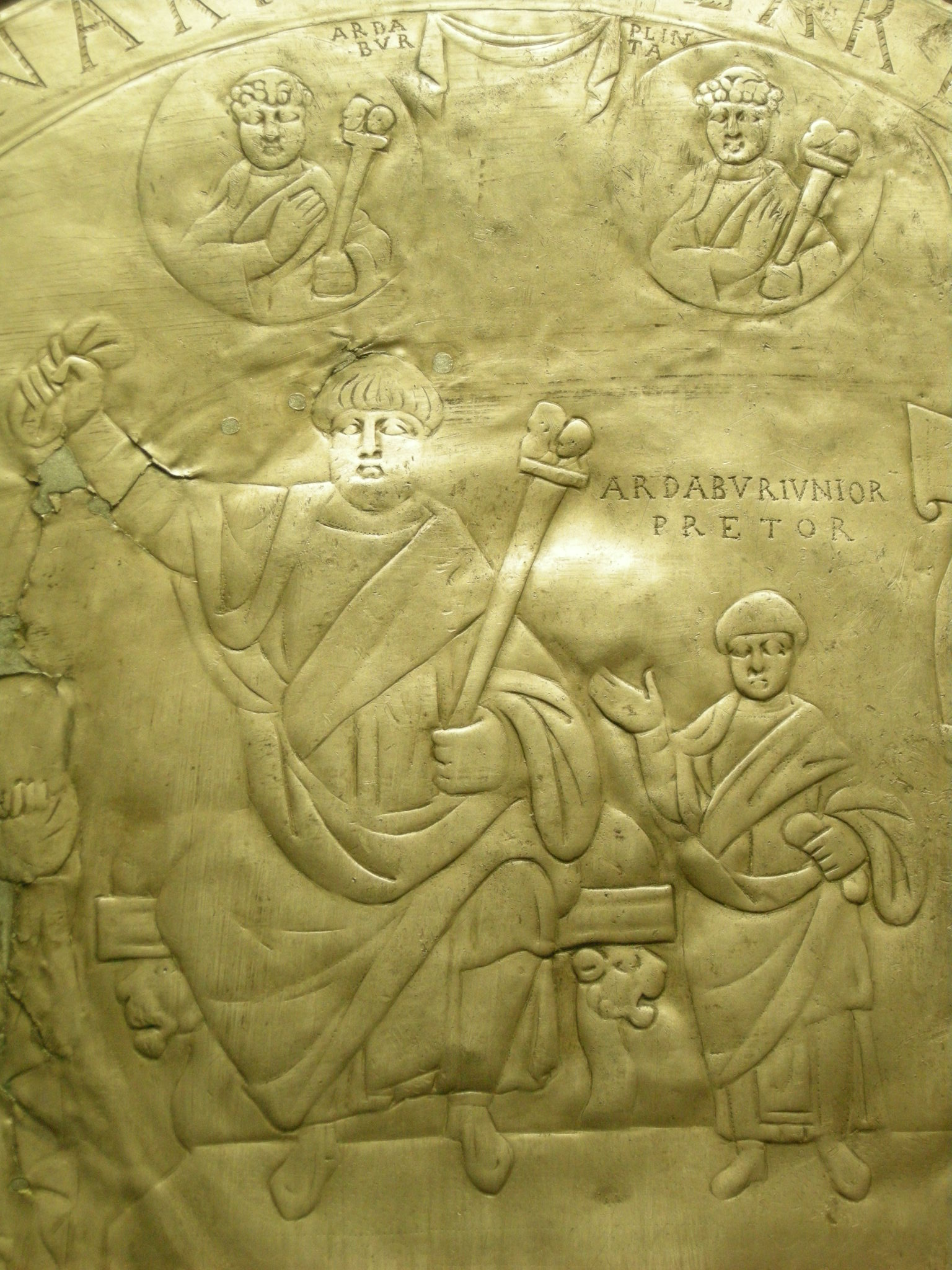
Аспар со своим старшим сыном Ардавуром. Изображение на «миссории Аспара» (около 434 года).

Вид на цистерну Аспара и Мечеть Селима I

Строительство цистерны было начато в 459 году при императоре Льве I (пр. 457—474) алано-готским полководцем Аспаром вместе с его сыновьями Ардавуром и Юлием Патрицием, в период консульства последнего и Рицимера. Согласно «Пасхальной хронике» VII века, данное сооружение находилось «вблизи старой городской стены», то есть стены Константина. Из-за очень скудных описаний точно установить подлинность его названия удалось лишь недавно.
После завоевания Константинополя османами в 1453 году цистерна Аспара стала пустовать: об этом писал французский путешественник Пьер Жиль в 1540 году. Однако её использование по назначению могло прекратиться ещё во времена Византийской империи, так как уже в XI веке это место называлось «Ксерокипий», что значит «сухие сады».
При султане Сулеймане I (пр. 1520—1566) в котловане цистерны была построена маленькая мечеть. Полученное цистерной в османский период название «чукурбостаны» («огород в яме») свидетельствует о том, что в ней стали выращивать овощи; вскоре здесь выросла небольшая деревушка, окружённая садами и огородами. Однако, к 2004 году все здания в цистерне, кроме мечети, были снесены для устройства там автомобильной стоянки.
Сейчас же внутри древнего резервуара находятся спортивные площадки и парк. Одно время это место даже носило статус «Образовательного парка» (тур. Fındıkzade Eğitim parkı) района Фатих, но не сейчас. Один раз в год котлован цистерны отводится под курбанный базар (под навесами держат скот, который и приносят в жертву в праздник Курбан-байрам).

## Описание

Карта византийского Константинополя. Цистерна Аспара расположена в северо-западной части города и обозначена голубым цветом.

Цистерна имеет форму квадрата со стороной 152 м, площадь которого 23 100 м²; глубина котлована составляет около 10—11 м. Данный резервуар мог вместить 0,230—0,250 млн м³ воды. Его стены, толщиной 5,20 м и частично сохранившиеся, были сооружены с использованием римского типа кладки «opus listatum», то есть посредством чередованием ярусов камня и кирпича; подобным образом была построена цистерна Аэция. Во внутренних стенах заметны следы арок, что позволяет предположить, что когда-то цистерна была накрытой.
По традиции, резервуар по прямой соединялся с собором Святой Софии, который расположен в 3 км юго-восточнее. Туда вода поступала через подземный проход, вход в который находился в юго-восточной части цистерны и был закрыт в середине XIX века. Также в северной части котлована имеются остатки сложной цилиндрической конструкции, которая, предположительно, должна была снижать давление воды в цистерне.

## Проблема идентификации
Как это было и с другими цистернами Стамбула, процесс идентификации цистерны Аспара начался лишь в середине XX века.
Из византийских источников было известно, что данный резервуар находился вблизи дворца Мануила, монастырей Каюма, Хрисоваланта, Святого Николая, Богоматери τὰ Κορὼνης и Святой Феодосии. Но решающую роль в распознании цистерны сыграли следующие два фактора: её близость к стене Константина и описание как «большой».
Итак, цистерна Аспара отождествлялась со следующими водохранилищами: цистерна возле мечети Бодрум; сводчатая цистерна, расположенная к юго-востоку от чукурбостана Адрианопольских ворот стен Феодосия и известная как Zina Yokusu Bodrumi; цистерна возле Sivasli Dede Mescid к юго-востоку от мечети Селима Явуза; чукурбостан возле Харисийских ворот (позже оказавшийся цистерной Аэция). Первые два варианта исключаются сразу ввиду их удалённости от стены Константина и малых размеров второй цистерны. Третья цистерна действительно большая, но также находится слишком далеко от древней стены, в то время как четвёртая, наоборот, стоит рядом со стеной, но всё же слишком мала. Единственная цистерна, отвечающая заданным требованиям, — это Yavuz Selim Çukurbostanı, находящаяся у одноимённой мечети. Она и была признана цистерной Аспара.